# Angola ved sommer-OL 2012
Angola deltog under Sommer-OL 2012 i London som blev arrangeret i perioden 27. juli til 12. august 2012.

## Medaljer
| 2012 London | Guld | Sølv | Bronze | Total |
| Angola      | 0    | 0    | 0      | 0     |

## Atletik
Herrer
| Udøver         | Øvelse | Heat     | Heat       | Kvartfinale     | Kvartfinale     | Semifinale      | Semifinale      | Finale          | Finale          |
| Udøver         | Øvelse | Resultat | Placsering | Resultat        | Placsering      | Resultat        | Placsering      | Resultat        | Placsering      |
| -------------- | ------ | -------- | ---------- | --------------- | --------------- | --------------- | --------------- | --------------- | --------------- |
| Manuel Antonio | 800 m  | 1:52.54  | 7          | Did not advance | Did not advance | Did not advance | Did not advance | Did not advance | Did not advance |

Damer
| Udøver           | Øvelse | Heat     | Heat       | Kvartfinale     | Kvartfinale     | Semifinale      | Semifinale      | Finale          | Finale          |
| Udøver           | Øvelse | Resultat | Placsering | Resultat        | Placsering      | Resultat        | Placsering      | Resultat        | Placsering      |
| ---------------- | ------ | -------- | ---------- | --------------- | --------------- | --------------- | --------------- | --------------- | --------------- |
| Felismina Cavela | 800 m  | 2:10.95  | 5          | Did not advance | Did not advance | Did not advance | Did not advance | Did not advance | Did not advance |

## Boksning
Herrer
| Udøver      | Øvelse   | Første runde        | Kvartfinale         | Semifinale          | Finale              | Finale |
| Udøver      | Øvelse   | Motstander Resultat | Motstander Resultat | Motstander Resultat | Motstander Resultat |        |
| ----------- | -------- | ------------------- | ------------------- | ------------------- | ------------------- | ------ |
| Tumba Silva | Sværvægt | Russo (ITA)         |                     |                     |                     |        |

## Kajak
Skabelon:Hoved

### Sprint
Angola har kvalifisert én båt til følgende øvelse.
| Udøver                                   | Øvelse      | Heats | Heats      | Semifinale | Semifinale | Finale | Finale     |
| Udøver                                   | Øvelse      | Tid   | Placsering | Tid        | Placsering | Tid    | Placsering |
| ---------------------------------------- | ----------- | ----- | ---------- | ---------- | ---------- | ------ | ---------- |
| Nelson Henriques                         | C-1 200 m   |       |            |            |            |        |            |
| Fortunato Luis Pacavira                  | C-1 1 000 m |       |            |            |            |        |            |
| Nelson Henriques Fortunato Luis Pacavira | C-2 1 000 m |       |            |            |            |        |            |

## Judo
Skabelon:Hoved
| Udøver          | Øvelse | Første runde        | Andre runde         | Kvartfinale         | Semifinale          | Opsamlingsheat 1    | Opsamlingsheat 2    | Finale              | Finale     |
| Udøver          | Øvelse | Motstander Resultat | Motstander Resultat | Motstander Resultat | Motstander Resultat | Motstander Resultat | Motstander Resultat | Motstander Resultat | Plassering |
| --------------- | ------ | ------------------- | ------------------- | ------------------- | ------------------- | ------------------- | ------------------- | ------------------- | ---------- |
| Antonia Moreira | -70 kg | BYE                 |                     |                     |                     |                     |                     |                     |            |

## Svømning
Herrer
| Udøver        | Øvelse                  | Heat    | Heat      | Semifinale | Semifinale | Finale          | Finale          |
| Udøver        | Øvelse                  | Tid     | Placering | Tid        | Placering  | Tid             | Placering       |
| ------------- | ----------------------- | ------- | --------- | ---------- | ---------- | --------------- | --------------- |
| Pedro Pinotes | 400 m individuel medley | 4:24.69 | 30        |            |            | Gik ikke videre | Gik ikke videre |

Damer
| Udøver            | Øvelse           | Heat | Heat      | Semifinale | Semifinale | Finale | Finale    |
| Udøver            | Øvelse           | Tid  | Placering | Tid        | Placering  | Tid    | Placering |
| ----------------- | ---------------- | ---- | --------- | ---------- | ---------- | ------ | --------- |
| Mariana Henriques | 50 m fri kvinder |      |           |            |            |        |           |